# Begonia vietnamensis
Espèce
Begonia vietnamensis est une espèce de plantes de la famille des Begoniaceae. L'espèce fait partie de la section Jackia.
Elle a été décrite en 2010 par Hieu Quang Nguyen (2004) et Ching I Peng.